# 伯恩特牧場 (加利福尼亞州)
伯恩特牧場（英語：Burnt Ranch）是位於美國加利福尼亞州三一縣的一個人口普查指定地區。

## 地理
伯恩特牧場的座標為40°48′38″N 123°28′46″W / 40.81056°N 123.47944°W，而該地最高點為海拔高度458米（即1502英尺）。

## 人口
根據2010年美國人口普查的數據，伯恩特牧場的面積為34.66平方千米，當中陸地面積為34.66平方千米，而水域面積為0.00平方千米。當地共有人口28806人，而人口密度為每平方千米831人。